# Ivesia multifoliolata
Ivesia multifoliolata är en rosväxtart som först beskrevs av John Torrey, och fick sitt nu gällande namn av Karl Keck. Ivesia multifoliolata ingår i släktet Ivesia och familjen rosväxter. Inga underarter finns listade i Catalogue of Life.